# Recerca d'Usuaris
La Recerca d'Usuaris se centra en conèixer i entendre el comportament i les diferents motivacions que pot tenir l'usuari. Aquest coneixement s'obté mitjançant tècniques d'observació, anàlisi de tasques i altres mètodes d'obtenció de dades. Aquest tipus de recerca està orientada cap a la millora de la usabilitat del producte, incorporant canvis experimentals i fent ús dels diferents mètodes disponibles per a guiar en el disseny, desenvolupament i perfeccionament del producte. La Recerca d'Usuaris tendeix a aparèixer als diferents àmbits de la producció, treballant directament amb dissenyadors, programadors i altres. La Recerca d'Usuaris és un procés cíclic on mitjancant l'observació s'identifica un problema per al que es proposen diferents solucions. D'aquestes propostes és fa un prototipatge que és posteriorment testejat per un grup d'usuaris especìfic. El procés és repeteix la quantitat necessària de vegades.